# Pueblo Nuevo, Tetipac
Pueblo Nuevo är en ort i Mexiko.   Den ligger i kommunen Tetipac och delstaten Guerrero, i den sydöstra delen av landet, 100 km sydväst om huvudstaden Mexico City. Pueblo Nuevo ligger 1 640 meter över havet och antalet invånare är 204.
Terrängen runt Pueblo Nuevo är huvudsakligen kuperad, men den allra närmaste omgivningen är bergig. Runt Pueblo Nuevo är det ganska tätbefolkat, med 139 invånare per kvadratkilometer. Närmaste större samhälle är Taxco de Alarcón, 7,8 km söder om Pueblo Nuevo. I omgivningarna runt Pueblo Nuevo växer huvudsakligen savannskog.